# پلیس سلطنتی تایلند
پلیس سلطنتی تایلند (تایلندی: ตำรวจแห่งชาติ هائنگ چت) نیروی پلیس ملی کشور تایلند است. پلیس سلطنتی تایلند بین ۲۱۰٬۷۰۰ و ۲۳۰٬۰۰۰ نفر افسر دارد که حدود ۱۷ درصد از کارمندان دولت این کشور (به جز نیروهای ارتش و کارمندان کسب‌وکارهای دولتی) را تشکیل می‌دهند. پلیس سلطنتی تایلند را معمولاً به عنوان چهارمین شاخهٔ نیروهای نظامی تایلند می‌شناسند، چرا که فرهنگ و آموزش آن‌ها شبیه شاخه‌های ارتش تایلند است و کادر افسری‌شان غالباً از مدرسهٔ آمادگی نیروهای نظامی تایلند فارغ‌التحصیل می‌شوند.

## تاریخ
در زمان حکومت منکوت و چولالونگ کورن، کشور تایلند تحت اصلاحات دولتی قرار گرفت و نیروهای نظامی و انتظامی آن به سوی غربی شدن پیش رفتند تا با وضعیت‌ها و نیازهای جدید خود را سازگار کنند. در سال ۱۹۰۲ میلادی «آکادمی کادر پلیس سلطنتی» برای تربیت نیروهای پلیس آینده تأسیس شد. در ۱۹۱۵ نیروهای شهرستانی به عنوان سازمانی ملی تحت نظارت وزارت امور داخله (که در سال ۱۸۹۴ تأسیس شده بود) متحد شدند.
پس از جنگ جهانی دوم و تا دههٔ ۱۹۷۰، نیروهای پلیس تایلند با تسلیحات و تحت آموزش‌های آمریکا رشد یافتند. در سال ۱۹۸۸، کنترل نیروهای پلیس از وزارت امور داخلی گرفته شد و مستقیماً در اختیار دفتر نخست‌وزیر تایلند قرار گرفت.

## پرسنل
پلیس سلطنتی تایلند حدود ۲۳۰٬۰۰۰ افسر دارد که حدود هشت درصد آن‌ها (۱۸٬۴۰۰ نفر) زن هستند. در میان حدود ۸۰۰۰ بازپرس این سازمان نیز حدود ۴۰۰ زن حضور دارند. زنان تا سال ۲۰۰۹ در آکادمی کادر پلیس سلطنتی (که در سال ۱۹۰۲ تأسیس شده بود) پذیرفته نمی‌شدند.

## امکانات

### تسلیحات
| عکس           | مدل                 | نوع               | کالیبر            | اصلیت          | توضیحات                                |            |
| اسلحه دستی    | اسلحه دستی          | اسلحه دستی        | اسلحه دستی        | اسلحه دستی     | اسلحه دستی                             | اسلحه دستی |
| ------------- | ------------------- | ----------------- | ----------------- | -------------- | -------------------------------------- | ---------- |
|               | کلت ام۱۹۱۱          | پیستول نیمه‌خودکار | .45 ACP           | US · Thailand  | تولید تایلند تحت لیسانس.               |            |
|               | Heckler & Koch USP  | پیستول نیمه‌خودکار | .45ACP            | Germany        |                                        |            |
|               | HS2000              | پیستول نیمه‌خودکار | ۹×19mm Parabellum | Croatia        | استفاده توسط نیروهای ویژه و ضد تروریسم |            |
|               | چی زیت ۷۵           | پیستول نیمه‌خودکار | ۹×19mm Parabellum | Czech Republic |                                        |            |
|               | برتا ۹۲             | پیستول نیمه‌خودکار | ۹×19mm Parabellum | Italy          |                                        |            |
|               | Beretta M1951       | پیستول نیمه‌خودکار | ۹×19mm Parabellum | Italy          |                                        |            |
|               | Beretta Px4 Storm   | پیستول نیمه‌خودکار | ۹×19mm Parabellum | Italy          |                                        |            |
|               | برونینگ های‌پاور     | پیستول نیمه‌خودکار | ۹×19mm Parabellum | Belgium        |                                        |            |
|               | زیگ زائور پی۲۲۶     | پیستول نیمه‌خودکار | ۹×19mm Parabellum | Germany        |                                        |            |
|               | زیگ زاوئر پ۳۲۰SP    | پیستول نیمه‌خودکار | ۹×19mm Parabellum | Germany        |                                        |            |
|               | گلاک                | پیستول نیمه‌خودکار | ۹×19mm Parabellum | Austria        |                                        |            |
|               | FN Five-seven       | پیستول نیمه‌خودکار | FN ۵٫۷×28mm       | Belgium        |                                        |            |
| تفنگ ساچمه‌زنی |                     |                   |                   |                |                                        |            |
|               | Remington Model ۸۷۰ | تفنگ ساچمه‌زنی     | گیج               | USA            |                                        |            |
|               | موسبرگ ۵۰۰          | تفنگ ساچمه‌زنی     | 12 gauge          | USA            |                                        |            |
|               | فرانکی اسپاس ۱۲     | تفنگ ساچمه‌زنی     | 12 gauge          | Italy          |                                        |            |
| مسلسل دستی    |                     |                   |                   |                |                                        |            |
|               | ام‌پی۵               | مسلسل دستی        | ۹×19mm Parabellum | Germany        |                                        |            |
|               | اوام‌په              | مسلسل دستی        | ۹×19mm Parabellum | Germany        |                                        |            |
|               | Heckler & Koch MP7  | مسلسل دستی        | HK ۴٫۶×30mm       | Germany        |                                        |            |
|               | SIG Sauer MPX       | مسلسل دستی        | HK ۴٫۶×30mm       | Germany        |                                        |            |
|               | اف‌ان پی۹۰           | مسلسل دستی        | 5.7x28mm          | Belgium        |                                        |            |
|               | یوزی                | مسلسل دستی        | ۹×19mm Parabellum | Israel         |                                        |            |
|               | کریس وکتور          | مسلسل دستی        | ۹×19mm Parabellum | US             |                                        |            |
| تفنگ تهاجمی   |                     |                   |                   |                |                                        |            |
|               | ام۱۶                | تفنگ تهاجمی       | ۵٫۵۶×45mm NATO    | US             |                                        |            |
|               | ام۴ کارباین         | تفنگ تهاجمی       | ۵٫۵۶×45mm NATO    | US             |                                        |            |
|               | اف‌ان فال            | Battle Rifle      | ۷٫۶۲×51mm NATO    | Belgium        |                                        |            |

## خودروها

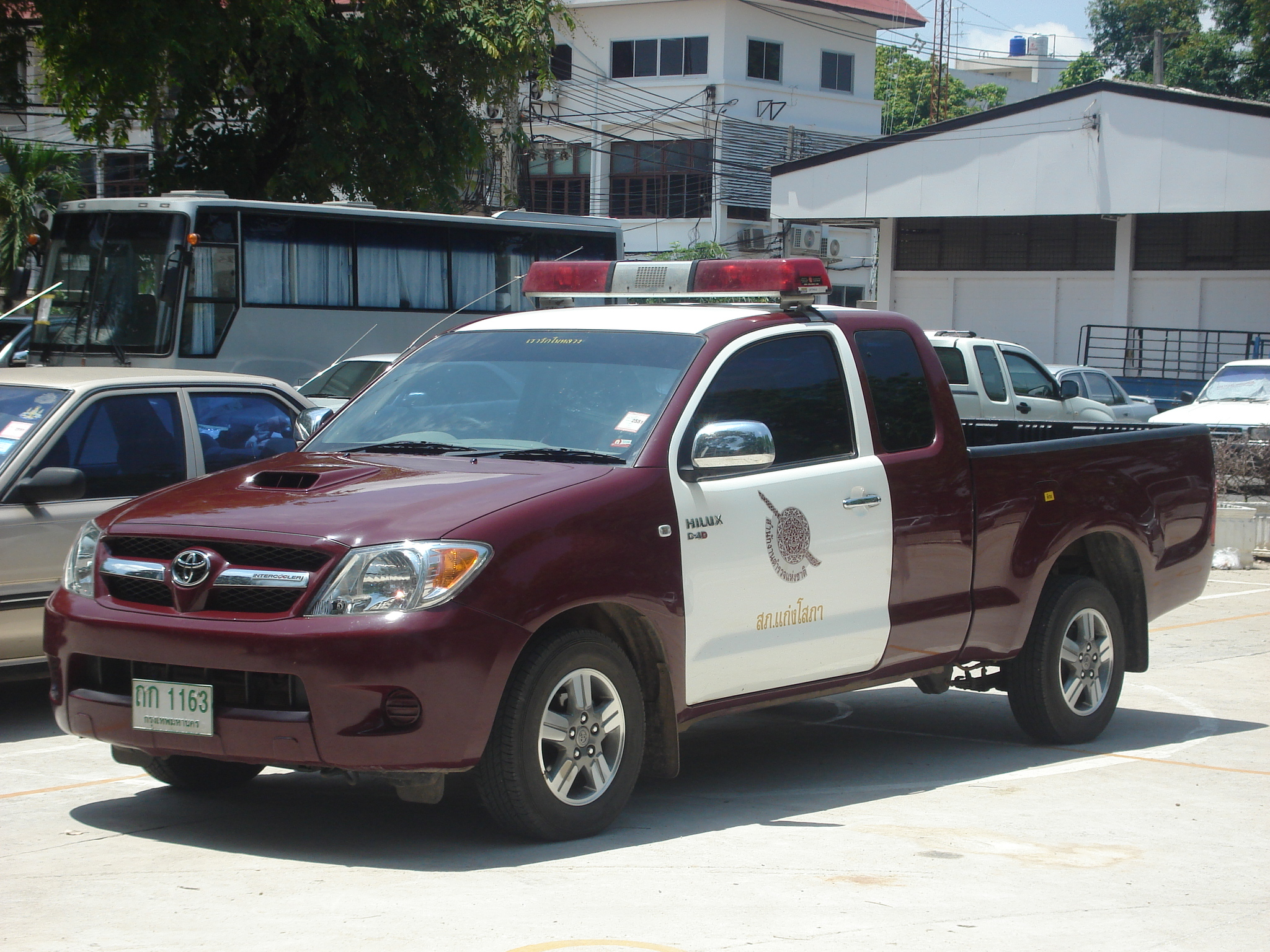
تویوتا هایلوکس
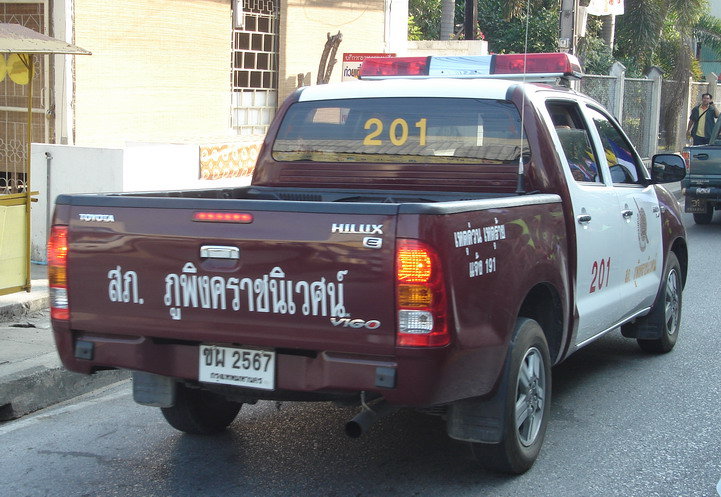

- تویوتا کمری
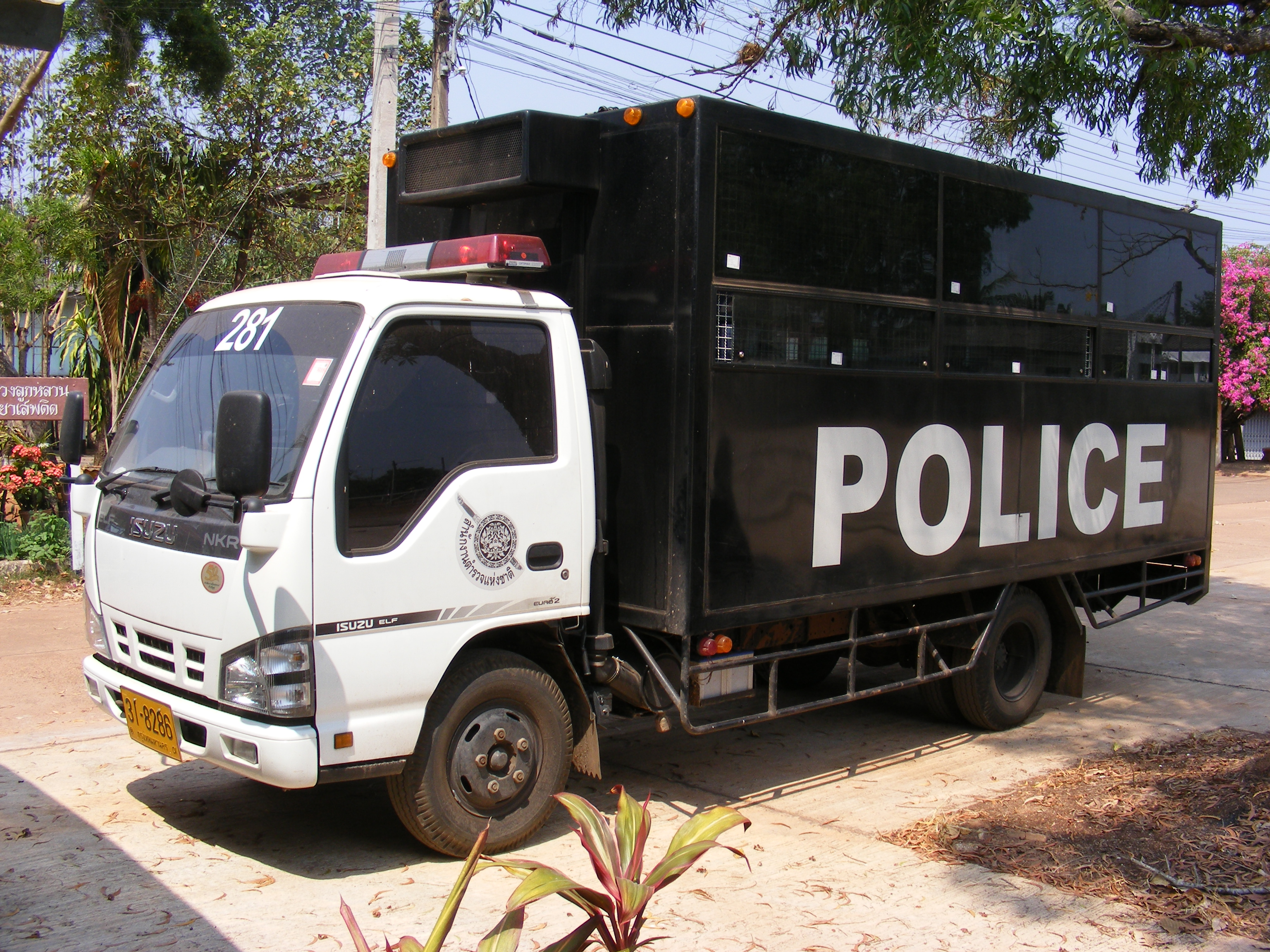
ایسوزو الف
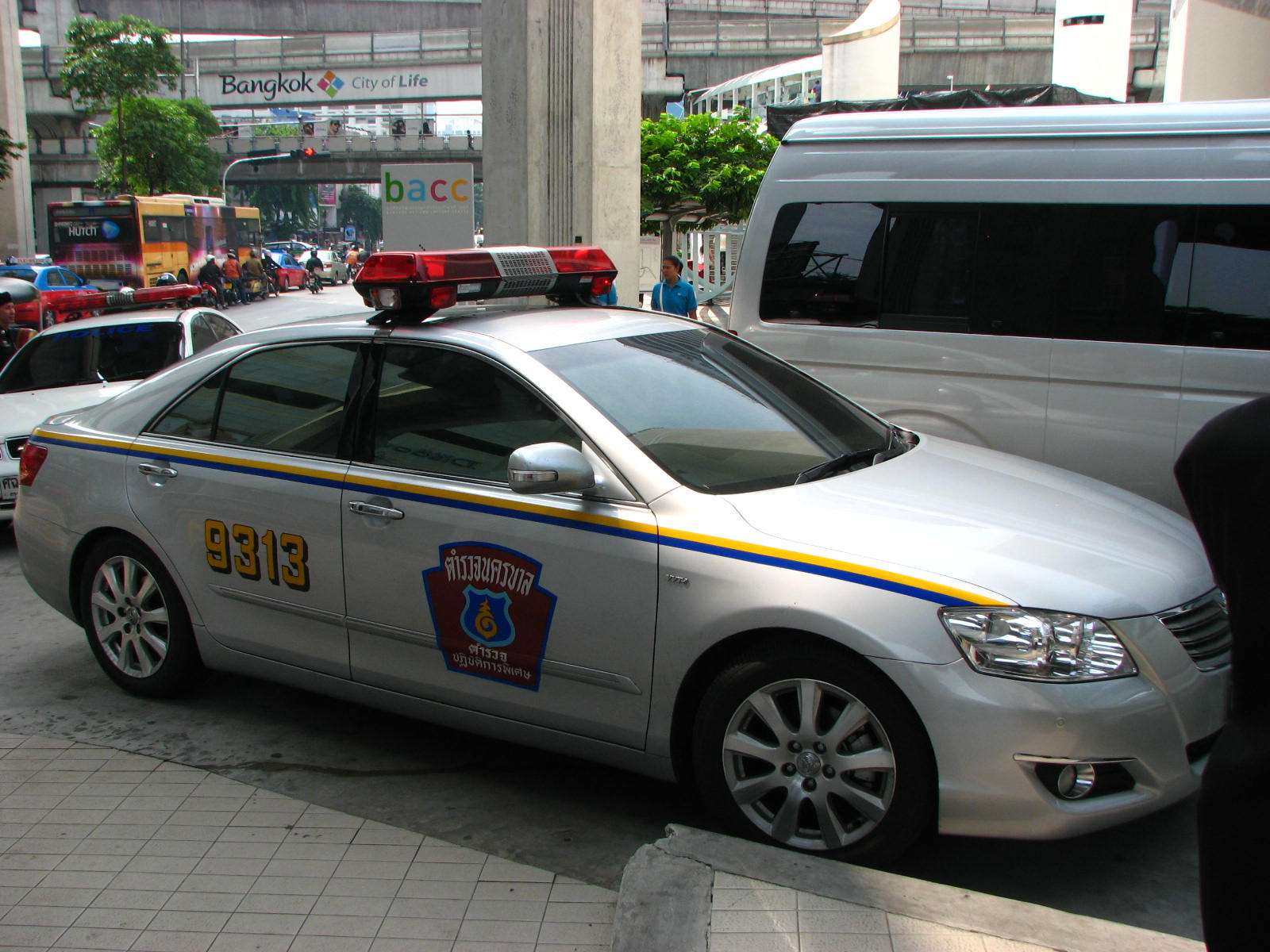
پلیس راهنمایی رانندگی، تویوتا کمری
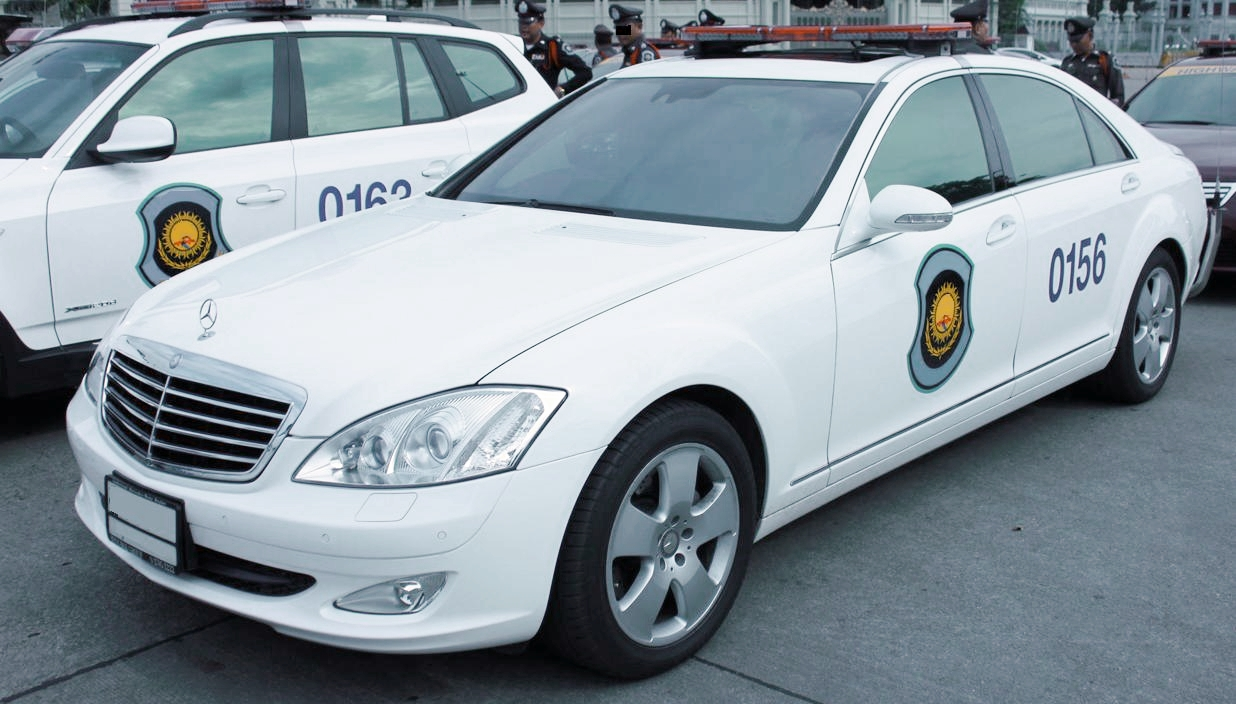
مرسدس-بنز کلاس-اس
- Triumph Tiger 100
- اتوریکشا
- تویوتا کورولا
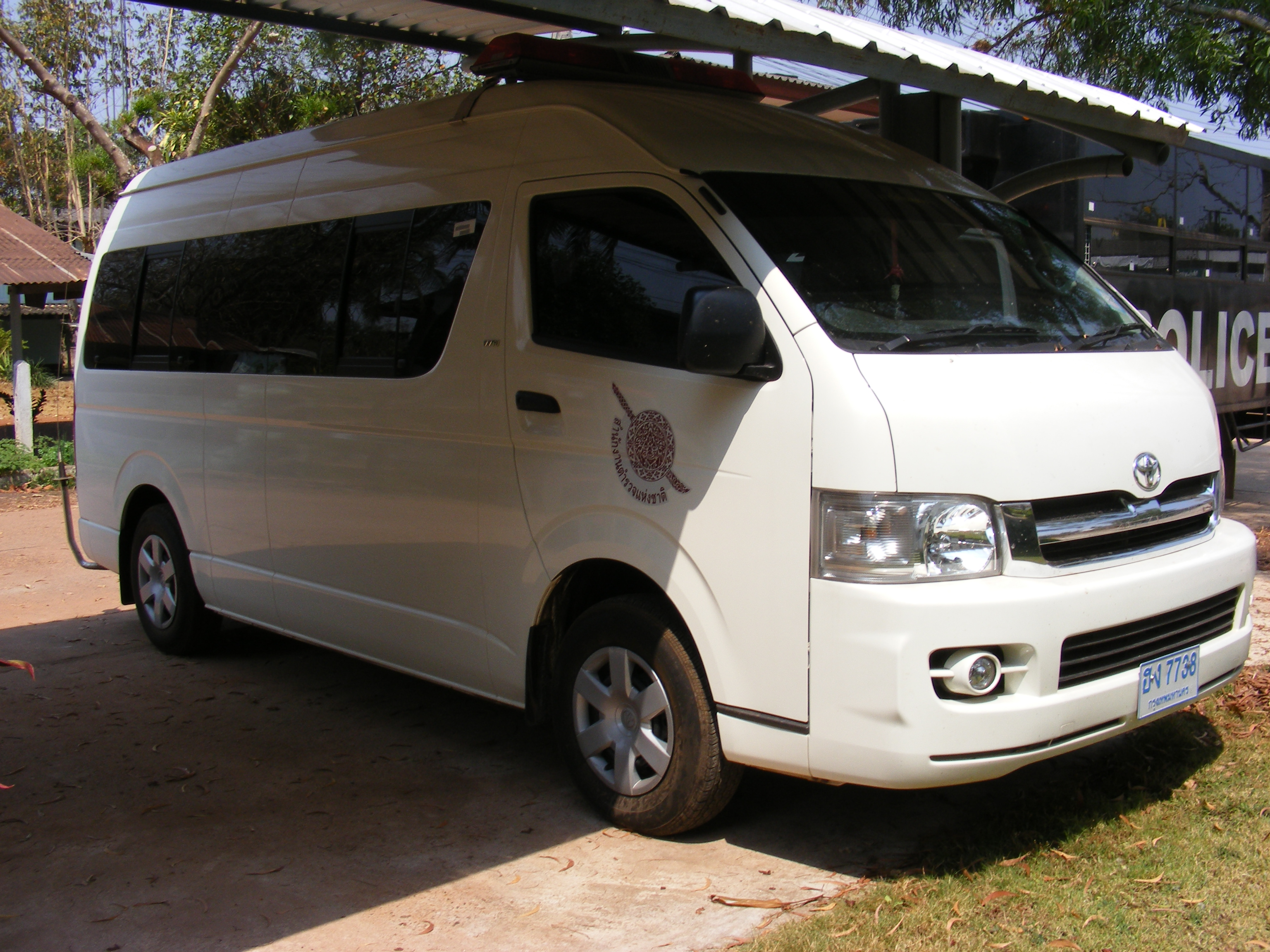
تویوتا های‌آس
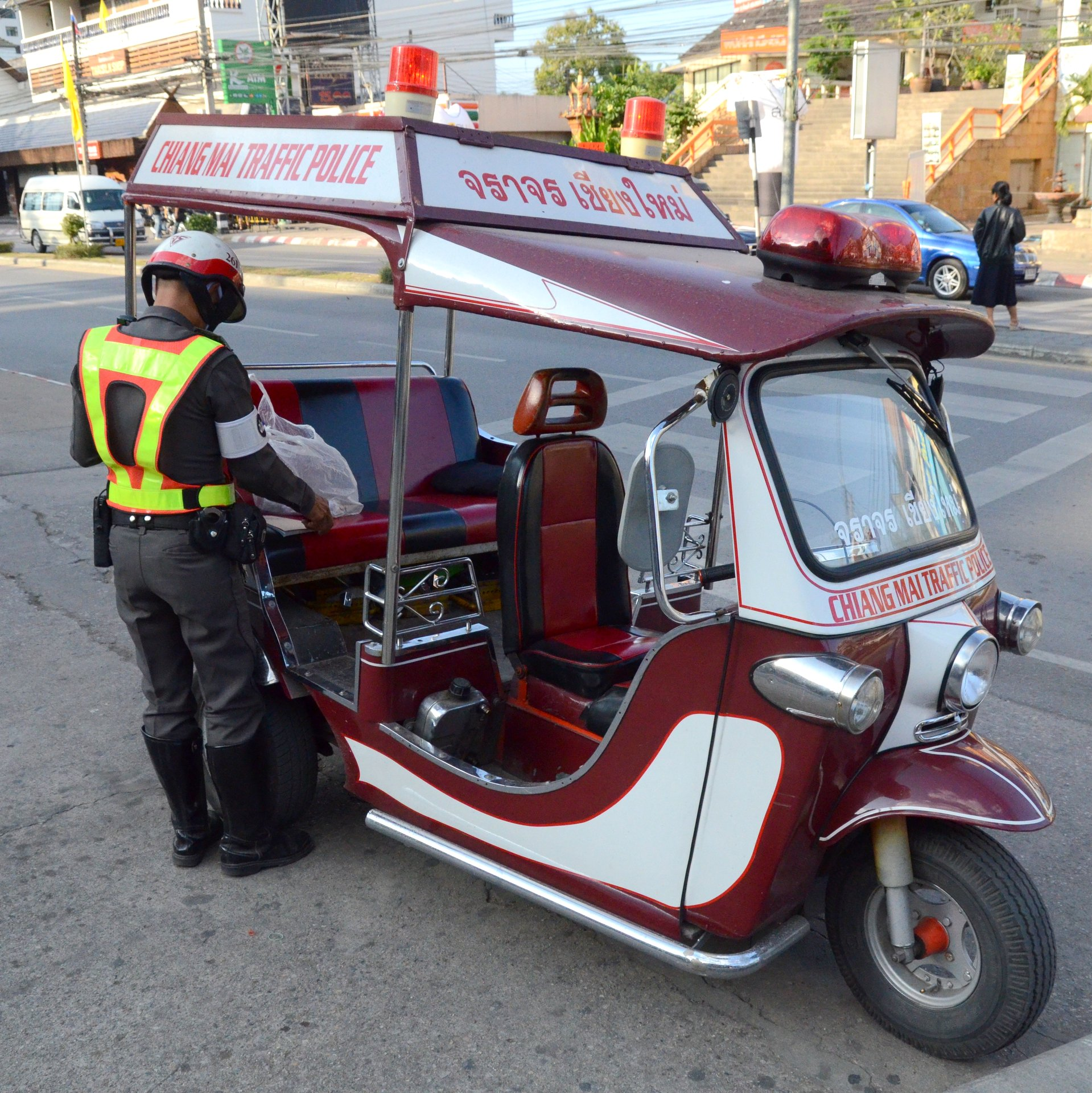
اتوریکشا پلیس، چیانگ مای
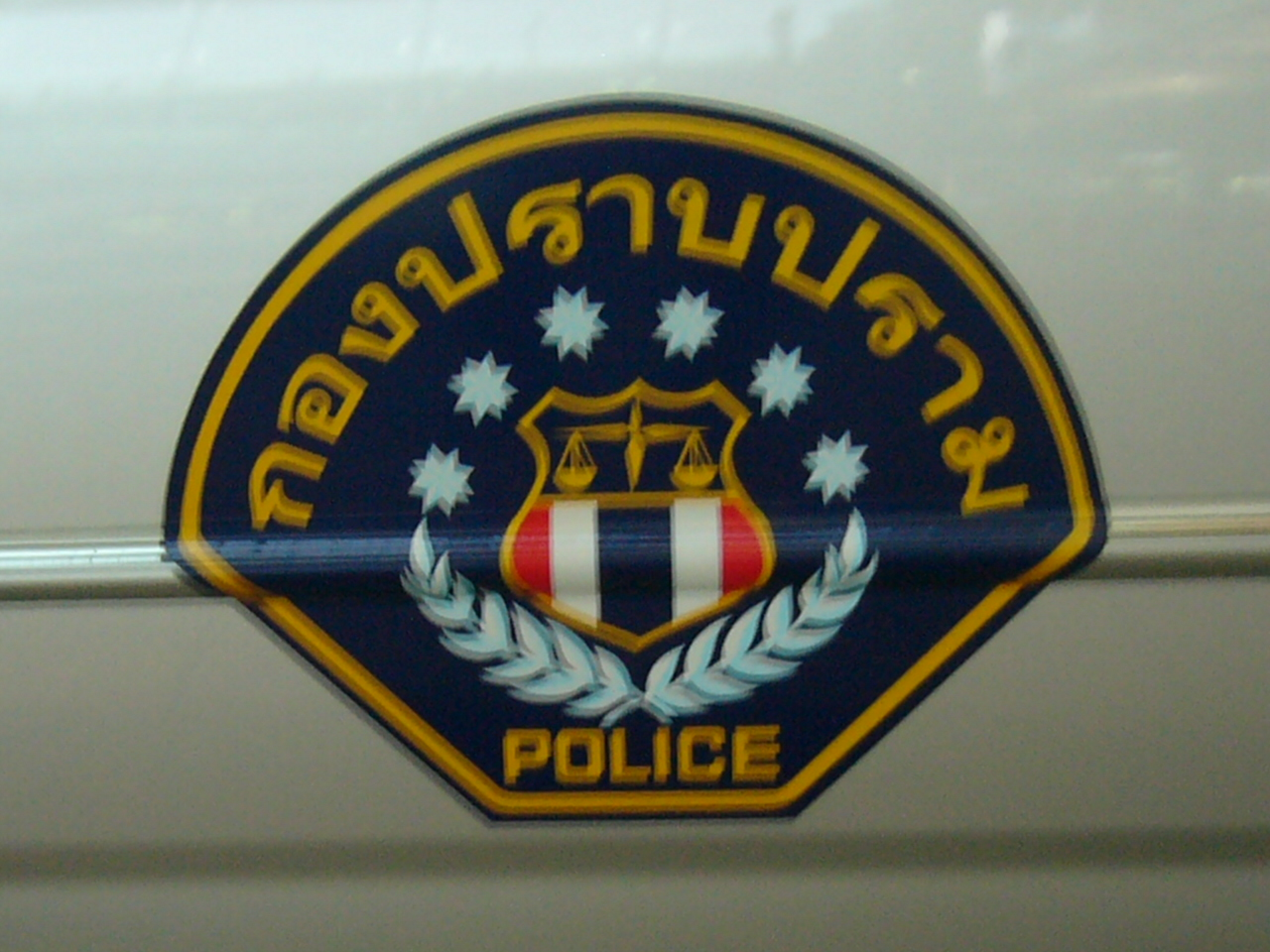
پلیس مبارزه با جرایم
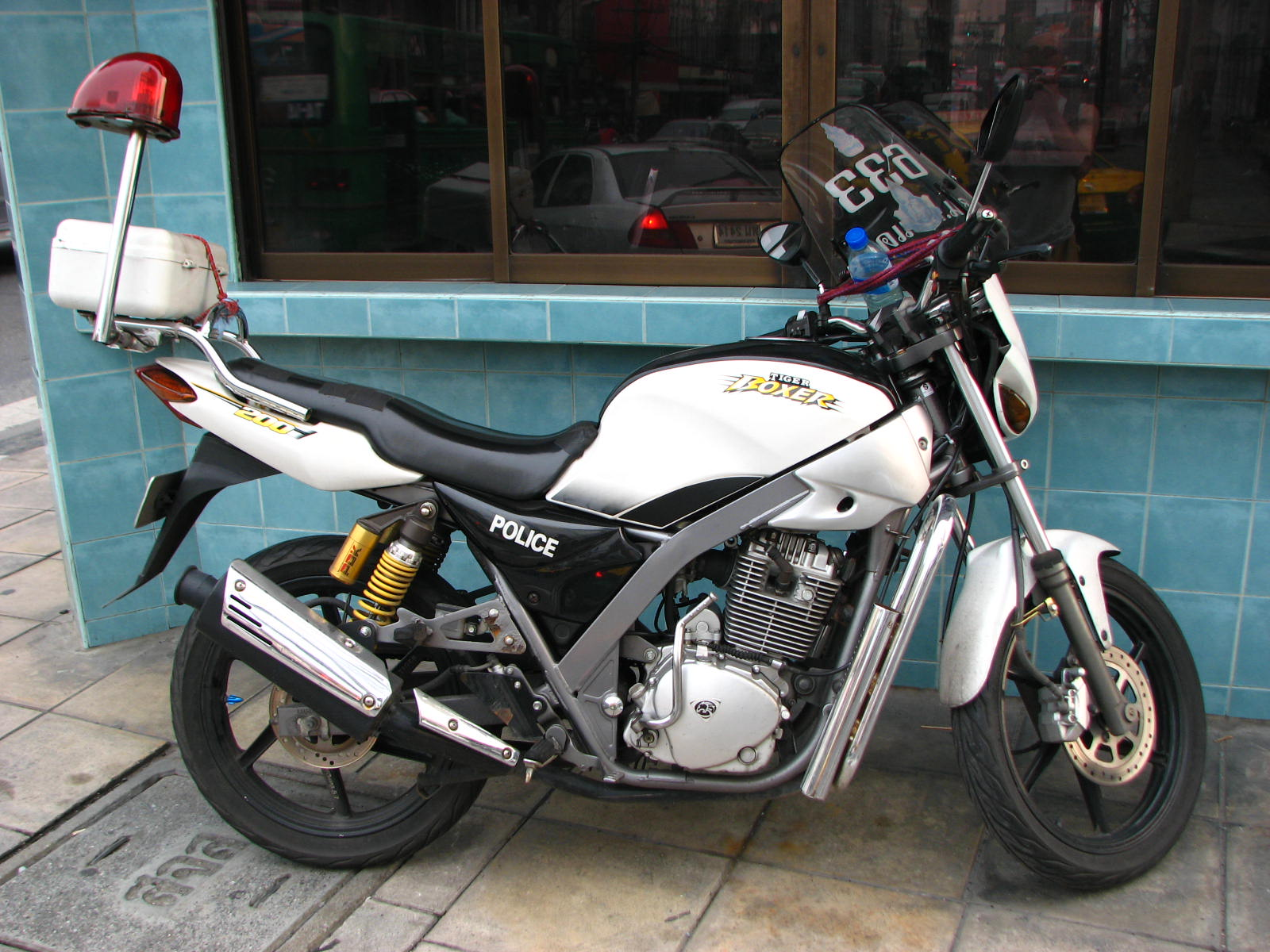
موتورسیکلت پلیس
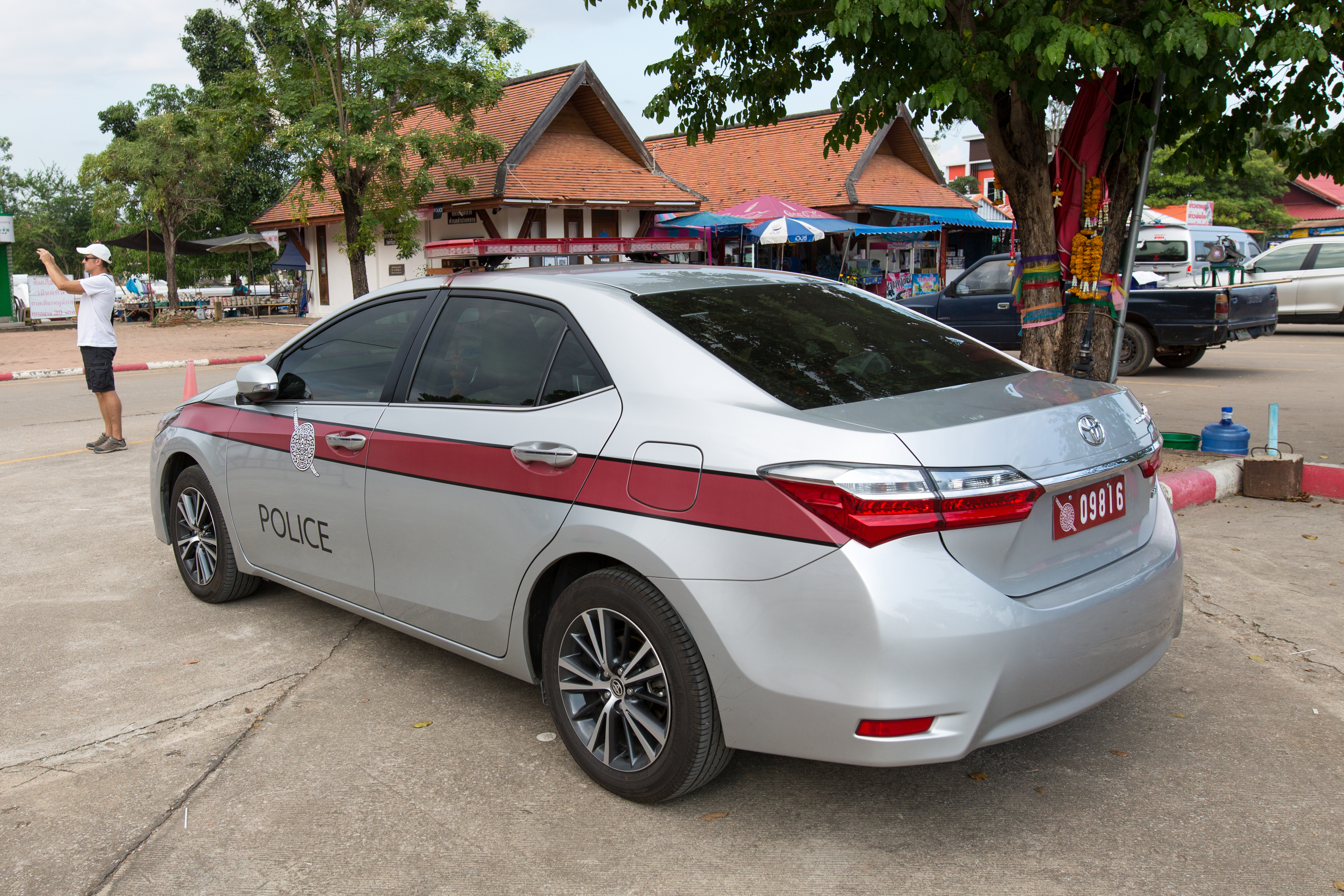
تویوتا کورولا (ای۱۴۰)
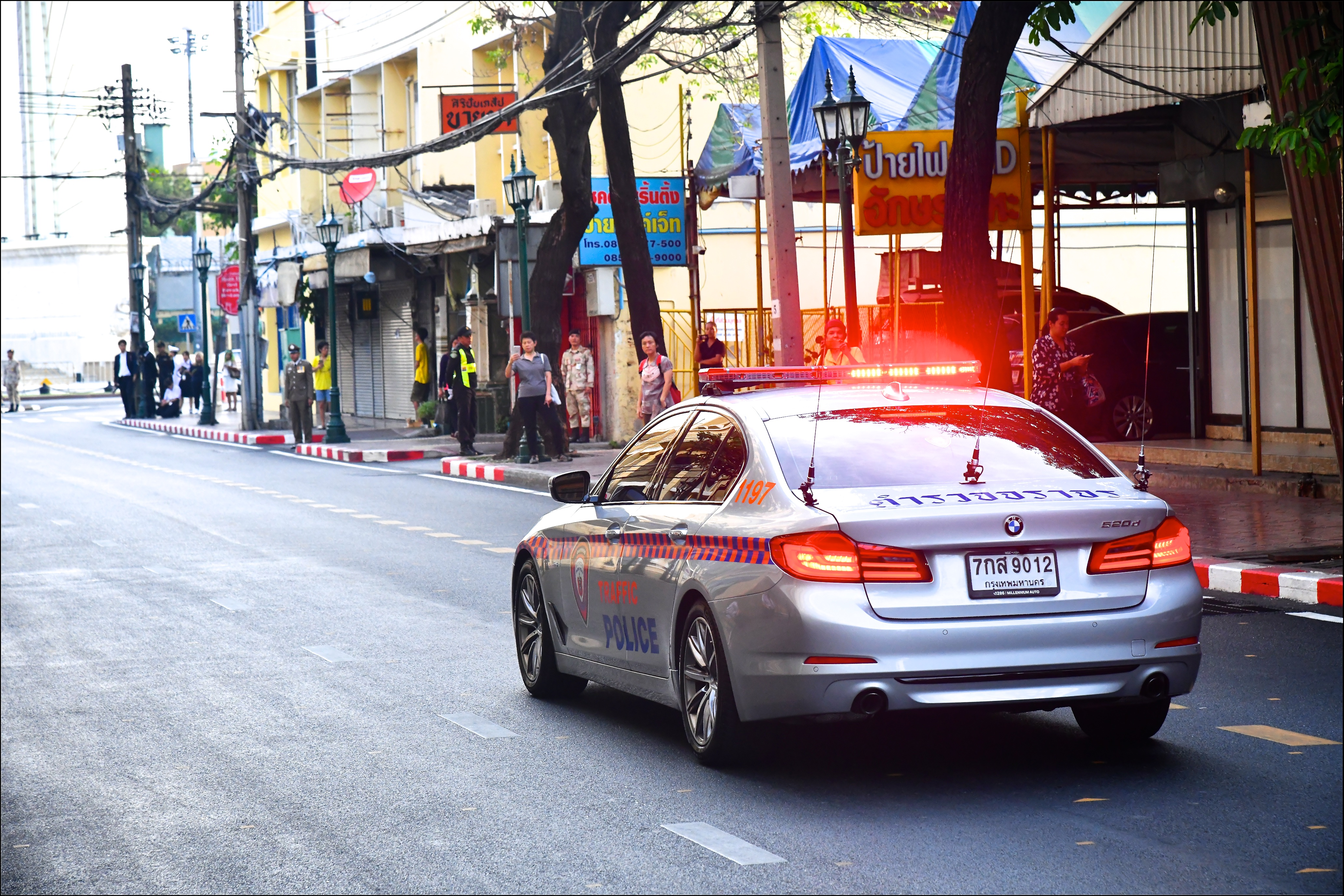
ب‌ام‌و سری ۵ (جی۳۰)

- تویوتا هایلوکس
- ایسوزو ایسوزو الف
- پلیس راهنمایی رانندگی، تویوتا کمری
- Thai built مرسدس-بنز کلاس-اس در بانگوک
- ون سفید تویوتا های‌آس
- اتوریکشا پلیس، چیانگ مای
- پلیس مبارزه با جرایم
- موتورسیکلت پلیس
- تویوتا کورولا (ای۱۴۰)
- ب‌ام‌و سری ۵ (جی۳۰)، پلیس راهنمایی رانندگی

### یونیفرم
یونیفرم نیروهای پلیس تایلند بسته به منطقه، درجه، و شاخه متفاوت است.

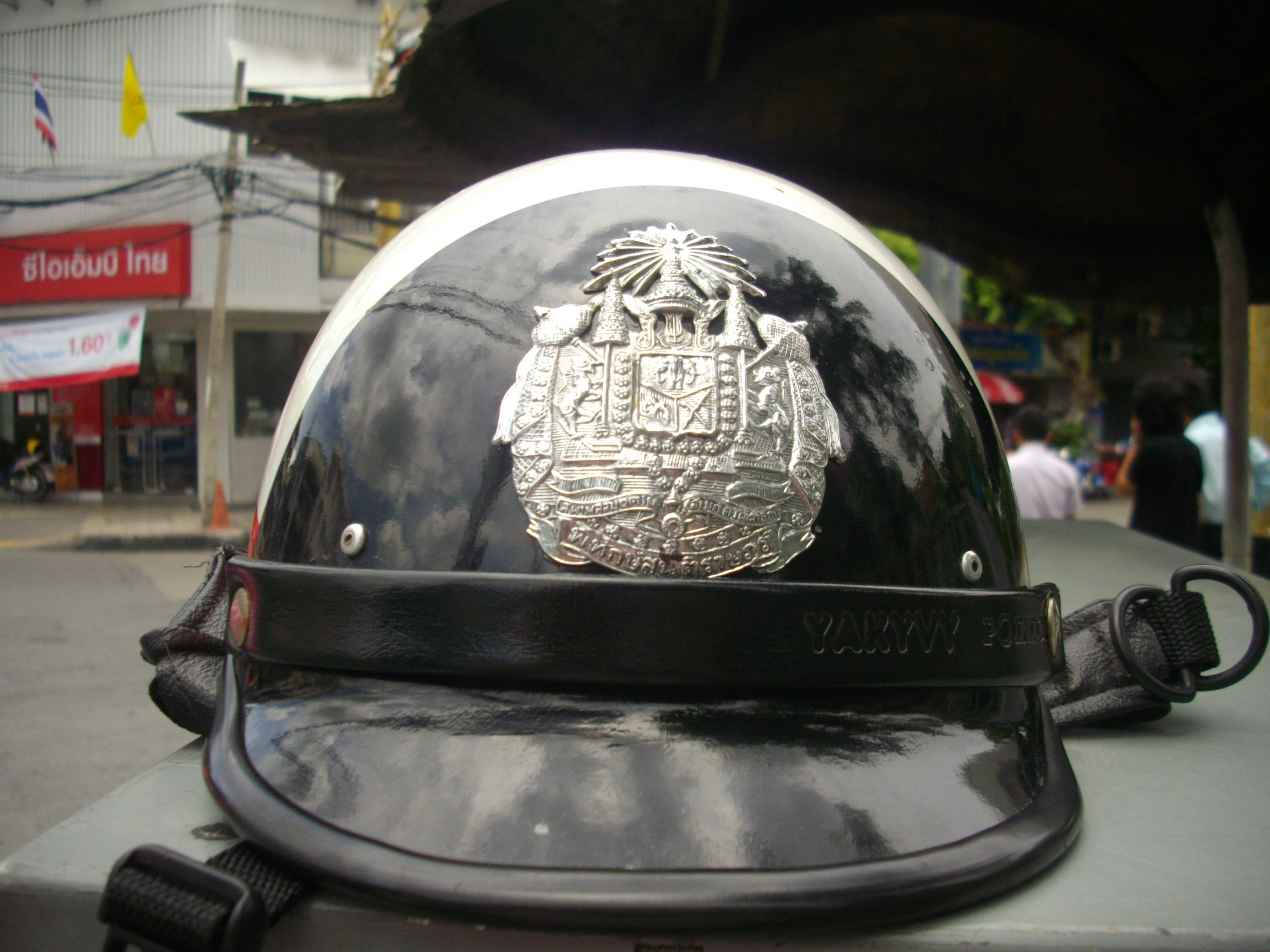
کلاه نیروی راهنمایی و رانندگی تایلند
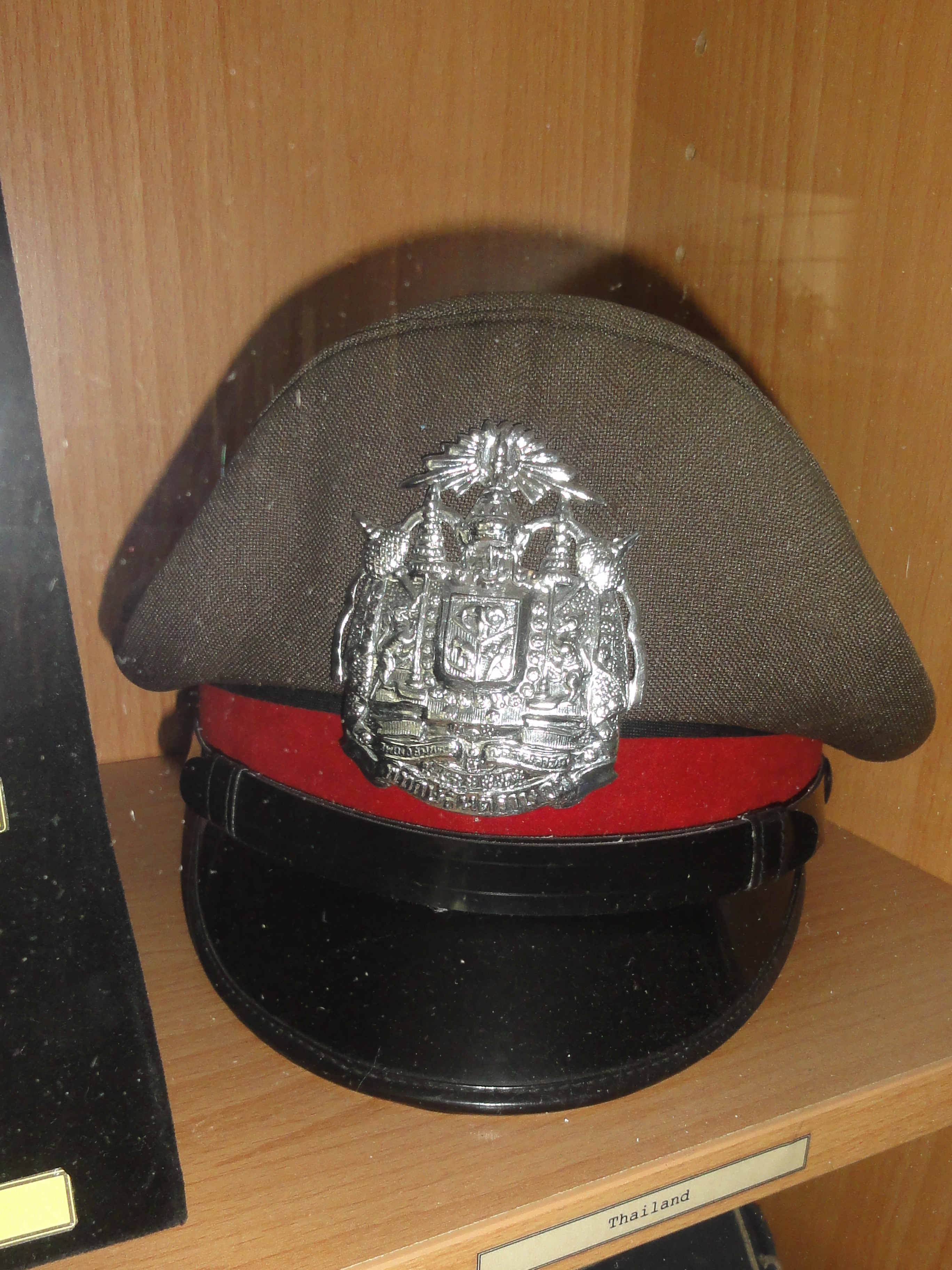
کلاه پلیس تایلند
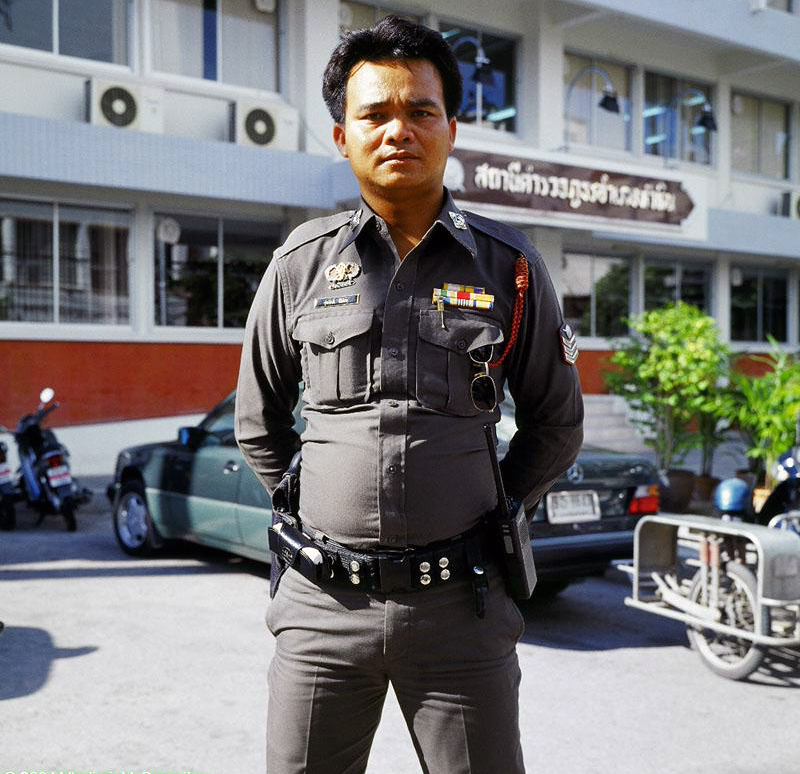
یونیفرم پلیس تایلند
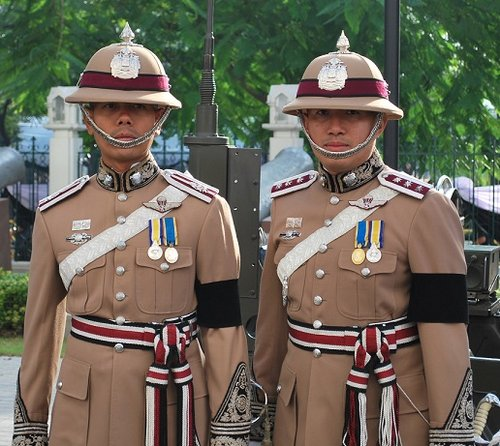
یونیفرم فرمانده پلیس
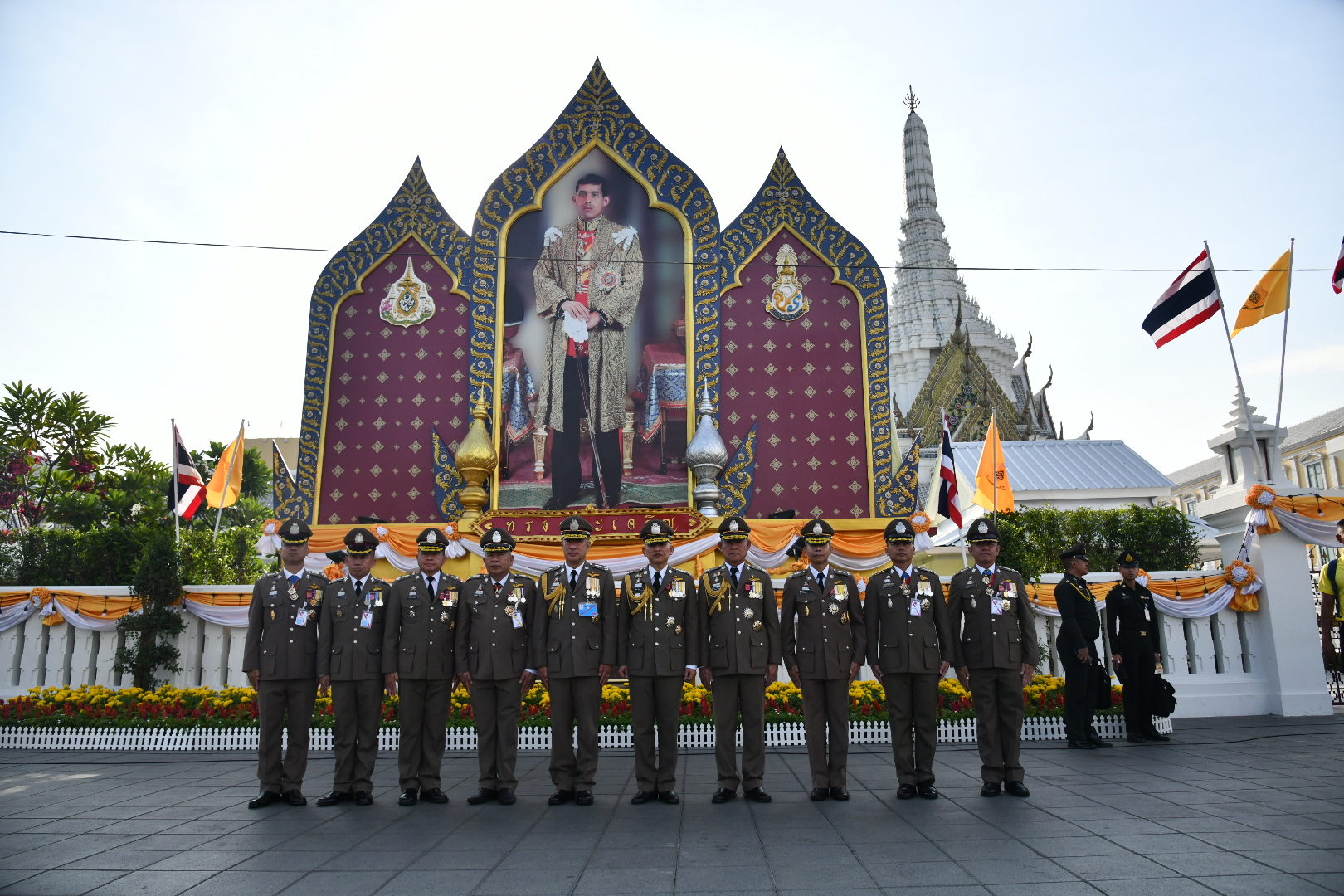
یونیفرم کامل پلیس تایلند

## فساد
به گفتهٔ بازرس رئیس بازرسی تایند پانیت نیتیتانپراپاس، پلیس تایلند «فاسدترین سازمان این کشور» است.
مجلهٔ اکونومیست در سال ۲۰۰۸ نوشت که «در بزرگترین جرایم در تایلند، اولین مظنون همیشه پلیس است.»
جومدت تریماک، پژوهشگری که سابقاً افسر پلیس بوده است، دلایل اصلی فساد پلیس کنترل مرکزی اداری آن و پایین بودن حقوق افسران پلیس است.
برای مبارزه با فساد، پلیس تایلند چندین بار اصلاحاتی را به اجرا گذاشته است، ولی به گفتهٔ کولونل کریسنافونگ کوتافول این اصلاحات ظاهری بودند و نتیجه در بر نداشته‌اند.
از سال ۲۰۰۷، یکی از مجازات‌های که بر افسران پلیس خطاکار در تایلند اعمال می‌شود اجبار به پوشیدن بازوبندی صورتی‌رنگ با نقش شخصیت هلو کیتی است.